# Liste d'outils gaulois
 (novembre 2023).
Si vous disposez d'ouvrages ou d'articles de référence ou si vous connaissez des sites web de qualité traitant du thème abordé ici, merci de compléter l'article en donnant les références utiles à sa vérifiabilité et en les liant à la section « Notes et références ».
Cette liste d'outils gaulois recense les catégories d'outils, d'ustensiles, ou autres objets utilisés par les peuples gaulois selon les sources historiques et les données de l'archéologie. Les accessoires de vêtements (agrafes, boutons,..), les armes de chasse ou de guerre, les instruments de pêche ou de navigation sont considérés ici comme des outils.
- Aiguilles de toutes tailles.
- Amphore importées d'Italie avec le vin. Les tessons servaient à empierrer les places des villages
- Araire.
- Arc.
- Aviron.
- Barque.
- Bas fourneau.
- Bateau de haute mer à voiles de cuir[2].
- Bêche.
- Biberon en terre cuite.
- Boucle de ceinture.
- Boutons.
- Braies empruntées aux cavaliers scythes, fabriquées en laine tissée de plusieurs couleurs formant des bandes ou des carreaux.
- Briquet à amadou.
- Brogues (sorte de mocassin gaulois avec un dessus de sandale, reprises par les Romains qui les nommaient caligae, corruption de *gallicae).
- Burin.
- Canif (couteau pliant de poche).
- Calendrier.
- Carnyx (trompe de guerre).
- Casque.
- Char.
- Charrue (à soc).
- Chenet en forme de landier, mais avec deux chandelles puisque les foyers étaient au milieu de la pièce.
- Clef pour actionner la serrure d'une porte.
- Contrepoids
- Corde.
- Couteau.
- Crémaillère pour l'âtre.
- Cuillère en bois ou en métal.
- Cuirasse.
- Écuelle en bois ou en terre.
- Enclume.
- Épée avec fourreau en fer.
- Étrier en forme d'anneau.
- Faisselles en terre cuite pour fabriquer le fromage.
- Faucille.
- Faux.
- Fibule (sorte d'épingle-de-nourrice, subsiste sur les kilts de écossais).
- Filet pour la pêche.
- Fléau.
- Flèche à pointe de fer.
- Forets.
- Forces (paires de ciseaux).
- Forge.
- Fronde.
- Fuseau
- Galoche (dont le nom indique la provenance).
- Gouges pour le travail du bois.
- Hache.
- Hachette.
- Hameçon.
- Herminette.
- Javelot.
- Joug.
- Lance avec pointe en fer.
- Lyre (représentées sur des pièces de monnaie).
- Maillet.
- Marmite.
- Marteau.
- Menottes.
- Métier à tisser
- Meule rotative pour le grain.
- Moissonneuse (dont ils sont les inventeurs).
- Mors en bronze ou en fer.
- Moules pour la siderurgie ou la cuisine.
- Olifant (trompe en corne).
- Palan.
- Peigne.
- Pièce de monnaie.
- Pierre à aiguiser.
- Pinces de toutes sortes.
- Pince à épiler.
- Plane.
- Peson.
- Poids pour peser.
- Poulie.
- Rabot.
- Rateau (en bois).
- Roues cerclées de fer.
- Sabot avec le dessus en cuir: voir Galoche.
- Saloir.
- Savon.
- Seau en bois avec anse.
- Scie à cadre ou Scie de long.
- Scie passe-partout.
- Serpe.
- Silos.
- Soufflet.
- Stylet en corne pour écrire sur des tablettes en bois enduites de cire.
- Tarière.
- Tonneau (dont ils sont les inventeurs).